# 245
| Calendário gregoriano                                                        | 245 CCXLV                       |
| Ab urbe condita                                                              | 998                             |
| Calendário arménio                                                           | -307 – -306                     |
| Calendário bahá'í                                                            | -1599 – -1598                   |
| Calendário budista                                                           | 789                             |
| Calendário chinês                                                            | 2941 – 2942                     |
| Calendário copta                                                             | -39 – -38                       |
| Calendário etíope                                                            | 237 – 238                       |
| Calendários hindus - Vikram Samvat - Calendário nacional indiano - Cáli Iuga | 300 – 301 166 – 167 3345 – 3346 |
| Calendário Holoceno                                                          | 10245                           |
| Calendário islâmico                                                          | 389 BH – 388 BH                 |
| Calendário judaico                                                           | 4005 – 4006                     |
| Calendário persa                                                             | 377 BP – 376 BP                 |
| Calendário rúnico                                                            | 495                             |
| Calendário solar tailandês                                                   | 788                             |

245 (CCXLV na numeração romana) foi um ano comum do século III do Calendário Juliano, da Era de Cristo, a sua letra dominical foi E (52 semanas), teve início a uma quarta-feira e terminou também a uma quarta-feira.
| Ano completo                        |
| ----------------------------------- |
| Ano comum com início à quarta-feira |

## Nascimentos
- Papa Caio

## Mortes
- Lu Xun - oficial e estrategista chinês na era dos Três Reinos.